# Eix mitjà

Una el·lipse (vermella), la seva evoluta (blau) i el seu eix mitjà (verd). El conjunt simetria (symmetry set), un super-conjunt de l'eix mitjà, està format per les línies verda i groga. També, es mostra un cercle bitangent.

L'eix mitjà d'un objecte és el conjunt de tots els punts que tenen més d'un punt més proper a la vora de l'objecte. Originalment conegut com l'esquelet topològic, va ser introduït per Harry Blum. com una eina per al reconeixement de formas biològiques. En matemàtiques, la clausura topològica de l'eix mitjà es coneix com el lloc geomètric de tall (cut locus).